# 신우익
신우익(新右翼) 또는 신우파(新右派) 또는 뉴라이트(New Right)는 20세기 중ㆍ후반에 나타난 신좌파에 대해 대항하기 위해 나타난 다양한 형태의 보수ㆍ우익 성향이나 단체나 운동을 지칭하는 말이다. 한국의 경우 신우익은 뉴라이트 운동 전반을 지칭하는 것으로, 작은 정부론을 옹호하고 시장만능주의를 주장하는 세력으로 일컬어지나, 이와 반대로 자유주의와 세계화에 비판적이며, 국가권력의 개입에 의한 노사협력 및 협동주의류 주장하는 신우익 역시 소수지만 존재한다.
신자유주의는 보편적으로 영국의 대처, 미국의 레이건 행정부의 정책을 일컫는다. 그들은 사회민주주의와 케인스주의의 복지국가로 인해 사회활력이 저하되고 복지병이 만연한다고 주장하였다. 이를 극복하고자 감세, 작은 정부, 공기업 민영화, 사회 복지 축소, 시장 기능 강화 등의 작은 정부를 추구하는 정책들을 시행하였다. 그러나, 램지 클라크나 노엄 촘스키 등의 진보적인 학자들은 신우익의 작은 국가론을 비판하며 이들의 주장은 네오콘의 선동이자 다국적 기업의 압력에 의한 것이라고 이야기하기도 한다.

## 각국의 신우익

### 대한민국
대한민국의 뉴라이트(New Right)는 '신흥 우파'를 표방하는 이념이며, 1990년대 이후 주체사상파나 학생운동권에서 우익으로 전향한 대한민국의 정치 분파를 포괄적으로 뜻하는 용어이기도 하다.
이들은 2000년대 이후로 본격적인 활동을 시작하였으며, 뉴라이트를 이끄는 상당수 인사들은 기존의 우익이 아닌 학생운동가와 주체사상파 등 운동권 출신에서 전향을 한 사람들이 대부분으로, 운동권 출신의 뉴라이트 인사 중에는 학생운동간가 주체사상파였던 인사가 대다수이다.[1] 진보진영의 정치적 주도권 확보에 대한 반작용과 기존 보수진영의 퇴행적 행태와 성격에 대한 자성 등을 내세운 것이 뉴라이트 그룹이 태동한 요인이라 보기도 한다.[2]
대한민국의 뉴라이트는 신자유주의, 식민지근대화론, 사회진화론, 등을 표방한다. 이들은 서구와 미국의 신우익 운동과 다른 출발점에 서 있다.[3] 미국과 서구가 복지국가가 누적시킨 문제를 해결하고자 했다면 뉴라이트는 구보수와 구진보의 낡은 이념과 극단적 대립을 주요한 극복대상으로 삼아 시대로 나아가고자 한다고 주장했다.[4]
과거의 보수와 달리 작은 정부를 추구해 국가-시장간의 관계에 등에 있어서는 상당한 차별화를 이루었다고 평가받고 있으나, 대북인식과 대미인식 등 외교적인 문제에서는 구체적인 차별성을 발견하기 힘들다는 비판을 받는다.[5]
그러나 국민의 정부와 참여정부가 신자유주의적 경제정책을 다수 시행하면서, 뉴라이트가 내세운 경제적 차별화 또한 의미를 잃는다는 평가가 지배적이다.[6]

### 미국
미국에는 여러 가지 분파의 신우익이 존재하고 있으며, 이들은 경제적으로는 신자유주의에 입각한 작은 정부를 사회적으로는 엄단주의에 입각한 큰 정부를 지향한다. 이들은 스스로를 '신우익(New Right)'라고 지칭하며, 스스로를
파시스트나 나치주의자라고 지칭하지는 않으나 파시즘과 나치즘에 긍정적이다. 대표적인 인물로 리처드 스펜서를 들 수 있는데, 이들은 도널드 트럼프가 집권하는데 중요한 영향력을 행사하였다.

### 일본
일본의 신우익은 60년 대 좌익 학생운동에 대해 위기감을 가지고 있던 청년들을 중심으로 형성되었다. 이들은 기존의 우익과는 달리 공산주의 국가는 물론 미국에게도 적대적인 태도를 보였다.
1970년 미시마 유키오의 자결 사건을 계기로 언론에 의해 주목받기 시작했다. 미국에 의한 대미의존 정책을 폐기하고 독자적으로 존재하는 자주국가 일본을 건설해야 한다는 것이 이들의 공통된 신념이다. 대표적인 논객으로 노무라 슈스케, 스즈키 구니오 등이 있다.

### 이탈리아
일본의 신우익과 마찬가지로, 이탈리아의 신우익은 통상적으로 쓰이는 의미와는 반대로 민족주의적이고 반(反)세계화에 우호적인 태도를 보인다. 이들은 무솔리니가 고안한 파시즘 사상의 계승을 주장한다. 이들은 부동산재벌 출신의 베를루스코니가 집권하는데 상당한 영향력을 미치기도 했다.

### 프랑스
프랑스의 신우익은 전향한 트로츠키주의자들을 중심으로 형성되었다. 프랑스의 신우익은 이탈리아의 신우익과 마찬가지로 세계화 정책에 비판적이며 민족주의적인 성향을 띈다. 이들은 2017년 프랑스 총선거에서 마린 르 펜과 국민연합 (프랑스)을 지원하였다.

## 같이 보기
- 보수주의
- 트로츠키주의
- 신자유주의
- 정치성향
- 대한민국의 신우익
  - 자유주의연대
  - 뉴라이트 전국연합
- 네오콘
- 국민전선 (프랑스)
- 미시마 유키오
  - 일수회